# Breaking Point (WWE)
Breaking Point è stato un evento in pay-per-view di wrestling organizzato dalla World Wrestling Entertainment. L'evento si è svolto il 13 settembre 2009 al Bell Centre di Montréal (Canada).

## Storyline

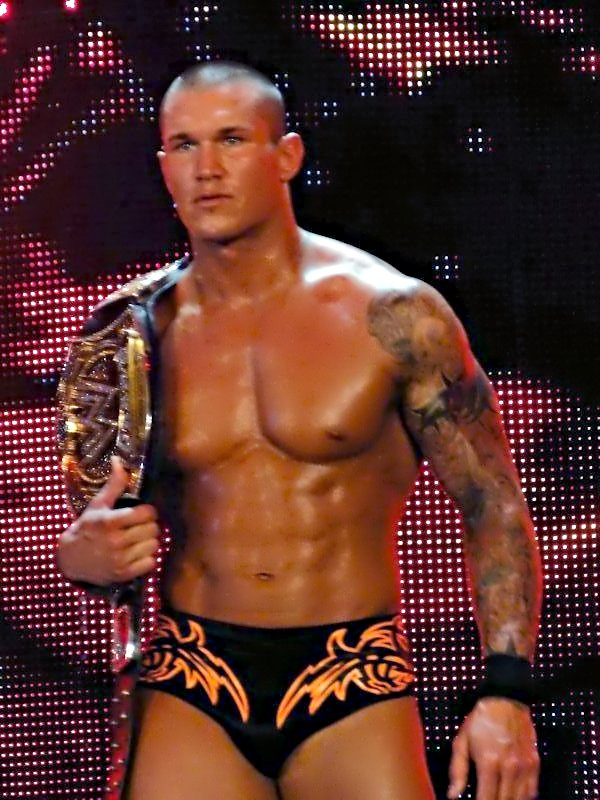
Randy Orton affrontò John Cena in un "I Quit" Match con in palio il WWE Championship

Il 23 agosto, a SummerSlam, Randy Orton difese con successo il WWE Championship contro John Cena dopo un finale controverso: infatti l'incontro era ripartito per tre volte a causa di alcune scorrettezze da parte di Orton, il quale riuscì tuttavia a trionfare grazie all'aiuto di Ted DiBiase, Jr.. Nella puntata di Raw del 24 agosto il Chairman, Vince McMahon, annunciò quindi un "I quit" match tra Orton e Cena con in palio il WWE Championship per Breaking Point, dove se qualcuno fosse intervenuto in favore di Orton, quest'ultimo avrebbe perso il titolo.
A SummerSlam, CM Punk sconfisse il campione Jeff Hardy in un Tables, Ladders and Chairs match, conquistando così il World Heavyweight Championship per la terza volta. Al termine dell'incontro, il rientrante The Undertaker (assente da quattro mesi) attaccò Punk con una Chokeslam. Nella puntata di SmackDown del 28 agosto fu dunque sancito un Submission match tra Punk e The Undertaker con in palio il World Heavyweight Championship per Breaking Point.

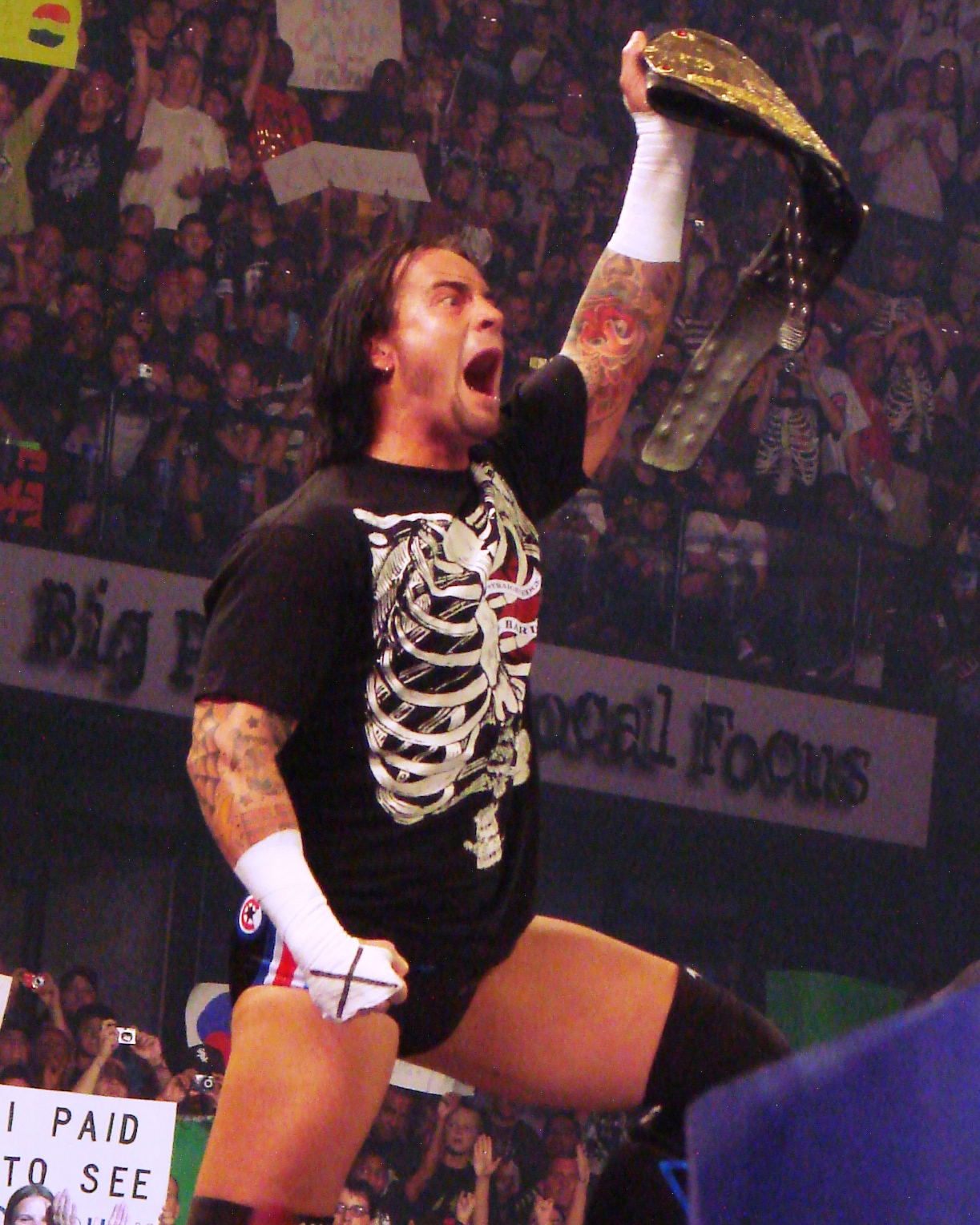
CM Punk, che affrontò The Undertaker in un submission match con in palio il World Heavyweight Championship

A SummerSlam, Christian difese con successo l'ECW Championship contro William Regal in appena otto secondi. Nella puntata di ECW del 26 agosto Regal sconfisse Christian in un incontro non titolato grazie all'aiuto di Vladimir Kozlov, ottenendo così un rematch contro Christian stesso per Breaking Point con in palio il titolo.
Nella puntata di Raw del 24 agosto il General Manager della serata, Floyd Mayweather, il quale aveva affrontato e sconfitto Big Show a WrestleMania XXIV, aiutò Montel Vontavious Porter e Mark Henry a sconfiggere gli Unified WWE Tag Team Champions, i Jeri-Show (Chris Jericho e Big Show), in un incontro non titolato, facendogli così guadagnare un match per i titoli di coppia. Un match per lo Unified WWE Tag Team Championship tra i Jeri-Show contro MVP e Henry fu quindi sancito per Breaking Point.
A SummerSlam, la D-Generation X (Triple H e Shawn Michaels) sconfisse la Legacy (Cody Rhodes e Ted DiBiase, Jr.). Dopo continui confronti tra i quattro, fu annunciato un Submissions Count Anywhere match tra la DX e la Legacy per Breaking Point.
A SummerSlam, Kane sconfisse The Great Khali. Dopo continue vicissitudini tra i due, fu sancito un Singapore Cane match tra Kane e Khali per Breaking Point.
Nella puntata di Raw del 31 agosto Kofi Kingston difese con successo lo United States Championship in un Fatal 4-Way match che includeva anche Carlito, Jack Swagger e The Miz. Nella puntata di Raw del 7 settembre, dopo che The Miz lo aveva sfidato per il titolo, fu annunciato un match tra Kingston e The Miz con in palio lo United States Championship per Breaking Point.

## Evento
Nel dark match, Evan Bourne riuscì a sconfiggere Chavo Guerrero grazie alla sua Airbourne.
| Ruolo:       | Nome:                    |
| ------------ | ------------------------ |
| Commentatori | Michael Cole Raw         |
| Commentatori | Jerry Lawler Raw         |
| Commentatori | Jim Ross SmackDown       |
| Commentatori | Todd Grisham SmackDown   |
| Commentatori | Matt Striker ECW         |
| Commentatori | Josh Mathews ECW         |
| Annunciatori | Tony Chimel ECW          |
| Annunciatori | Lilián García Raw        |
| Annunciatori | Justin Roberts SmackDown |
| Arbitri      | Scott Armstrong          |
| Arbitri      | Mike Chioda              |
| Arbitri      | Jack Doan                |
| Arbitri      | Marty Elias              |
| Arbitri      | Chad Patton              |
| Arbitri      | Charles Robinson         |

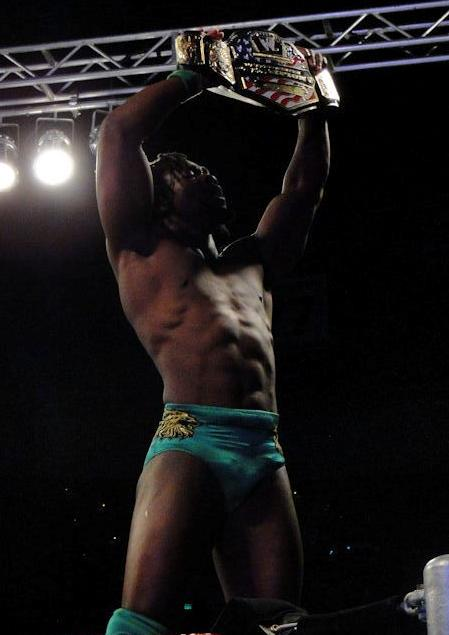
Kofi Kingston, che difese con successo il WWE United States Championship dall'assalto di The Miz

Ad aprire lo show fu il match valevole per l'Unified WWE Tag Team Championship. I campioni in carica Big Show & Chris Jericho furono i primi a salire sul ring, seguiti poco dopo dagli sfidanti, entrambi in tenuta rossa, il The World's Strongest Tag Team formato da Mark Henry & MVP. A dare inizio alla contesa furono Y2J e The Ballin' Superstar, ma poco dopo entrambi chiamarono dentro i rispettivi tag team partner. Mark Henry subì più volte l'offensiva dei campioni, ma poi riuscì a dare il tocco ad uno scatenato MVP, il quale andò più volte vicino alla chiusura del match. Alla fine però, Big Show approfittò di una distrazione dell'arbitro e colpì Mark Henry con un KO Punch, consentendo così a Jericho di ottenere lo schienamento vincente.
Dopo aver fallito il precedente assalto al WWE United States Championship venendo battuto in un fatal four way match a Raw, The Miz ci riprovò proprio a Breaking Point affrontando Kofi Kingston in un match singolo. Lo sfidante iniziò bene il match, ma l'atleta giamaicano reagì prontamente. La contesa fu molto equilibrata e si concluse con un'improvvisa Trouble in Paradise di Kofi Kingston che stese The Miz e gli permise di ottenere lo schienamento vincente, mantenendo così la cintura.
La D-Generation X si presentò sul ring di Montréal accolta sia da applausi che da fischi. Il pubblico canadese, infatti, non aveva ancora dimenticato lo Screwjob di Montréal che vide Shawn Michaels protagonista nel 1997 ai danni dell'idolo di casa Bret Hart. Per raffreddare gli animi, Triple H scherzò sulla vicenda addossando tutte le colpe a HBK. Dopodiché il match entrò nel vivo con i membri della D-Generation X che riuscirono a dominare le fasi iniziali. Vista la stipulazione speciale, l'incontro si spostò fuori ring diventando una vera e propria rissa. In questa fase ad avere la peggio fu HBK, il quale venne scaraventato dagli spalti su un tavolo da Cody Rhodes. Michaels accusò il colpo e poco dopo subì contemporaneamente una Figure Four Leglock da Cody Rhodes e una Million Dollar Dream da parte di Ted DiBiase, Jr.. Triple H non riuscì ad aiutare in tempo il compagno e così Michaels non poté far altro che cedere, regalando ai due figli d'arte un'importante vittoria.

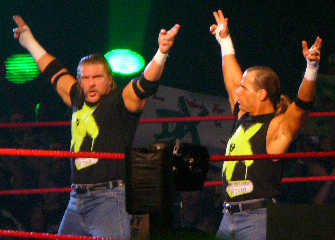
La D-Generation X, che fu sconfitta dalla Legacy nel primissimo Submissions Count Anywhere match

Il quarto match della serata vide contrapposti The Great Khali e Kane in un Singapore Cane Match. Il primo ad usare l'arma nei confronti del rivale fu il wrestler indiano, ma poco dopo Kane riuscì ad impossessarsene ed a restituire i colpi a Khali. Ranjin Singh cercò di aiutare il Punjabi Playboy, ma Kane lo scaraventò a terra. Il gigante indiano andò quindi soccorrere il proprio manager e Kane ne approfittò per colpirlo con la Singapore Cane e subito dopo con la Chokeslam, mettendo la parola fine al match.

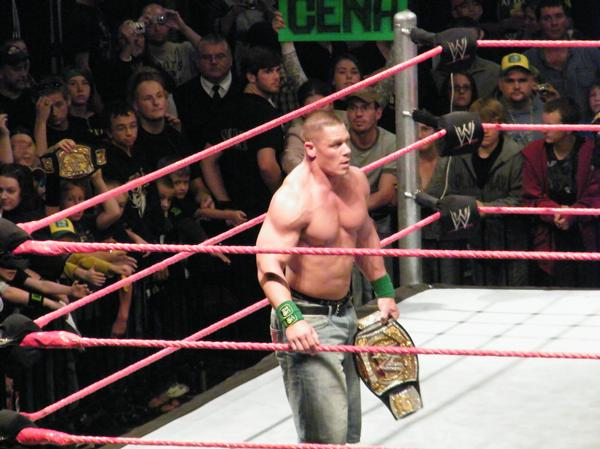
John Cena, che sconfisse Randy Orton e conquistò il WWE Championship

Dopo la bruciante sconfitta rimediata a SummerSlam, William Regal ritentò l'assalto al titolo ECW detenuto da Christian. Il British Brawler si presentò sul ring accompagnato da Vladimir Kozlov e Ezekiel Jackson, ma l'annunciatore comunicò che, per volere della General Manager della ECW Tiffany, i due alleati del wrestler britannico dovevano tornare nel backstage. Questo ovviamente rassicurò Captain Charisma, il quale tentò immediatamente di sorprendere Regal con la sua Killswitch, non andando però a segno. Regal riuscì a tenere testa al campione, ma alla fine subì la mossa finale del canadese, il quale riuscì quindi a mantenere la cintura.

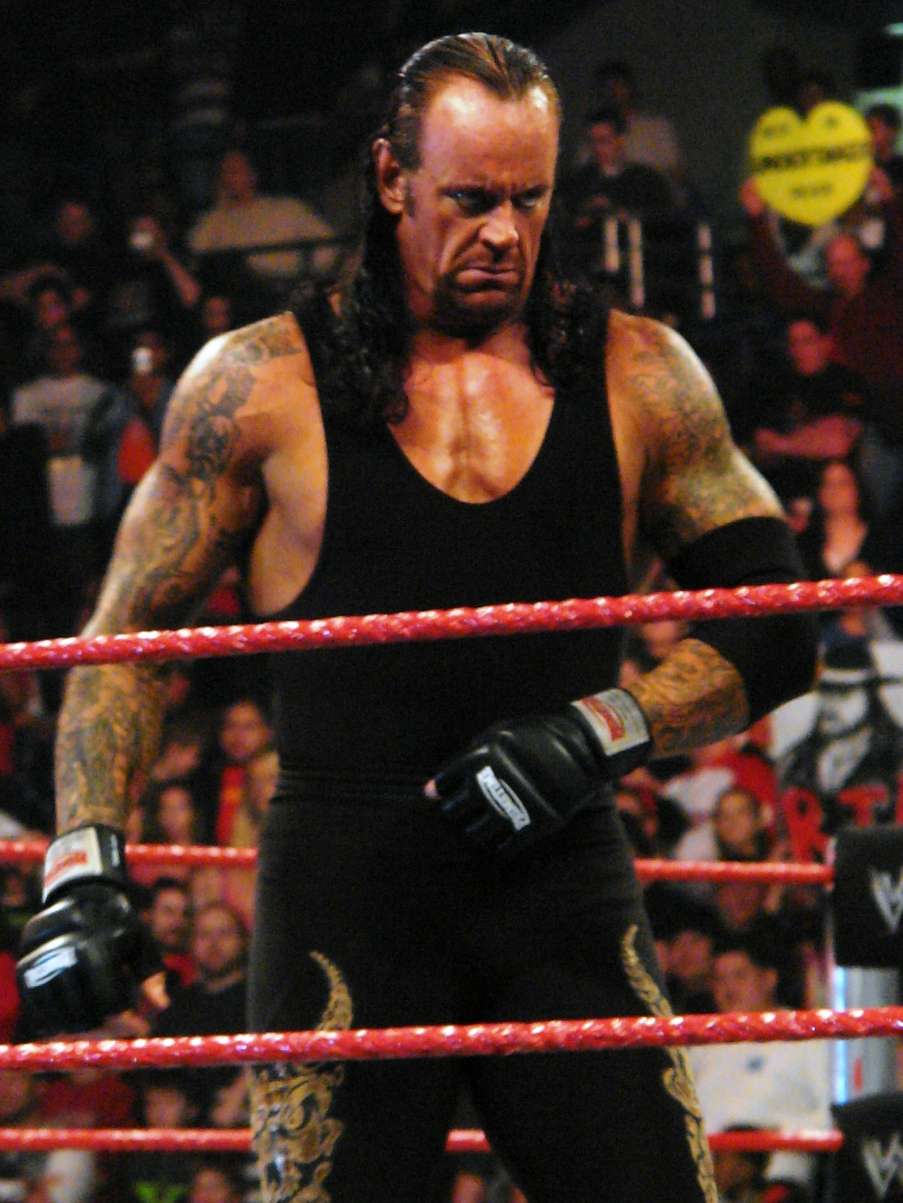
The Undertaker, che fu vittima del secondo screwjob della storia della WWE

Nel Main Event di Raw, Randy Orton tentò di difendere il WWE Championship dall'assalto di John Cena in un "I quit" match. Il match fu molto lungo e portò i due contendenti allo stremo delle forze. Il Marine tentò di eseguire la sua Attitude Adjustment, ma The Viper la evitò e rispose prontamente con la sua RKO. Cena però riuscì a riprendersi e bloccò Orton con una variante della STF, costringendo il rivale alla resa. John Cena riconquistò quindi il WWE Championship a tre anni di distanza dall'ultima conquista.
Nel Main Event della serata, CM Punk e The Undertaker si contesero il World Heavyweight Championship in un submission match. La contesa però finì ben presto a seguito della Hell's Gate del becchino, che riuscì quindi a conquistare il titolo mondiale. Nell'arena risuonò però la musica d'ingresso del General Manager di SmackDown. Theodore Long si presentò sullo stage per dire che tempo addietro Vickie Guerrero aveva definito illegale la Hell's Gate e quindi il match non si poteva ritenere concluso e doveva proseguire. Punk ne approfittò e attaccò Undertaker bloccandolo con una Anaconda Vice. L'arbitro fece suonare il gong, ma il Deadman non aveva ceduto. Undertaker finì quindi vittima di uno screwjob, il secondo avvenuto a Montréal.

## Conseguenze

### Raw

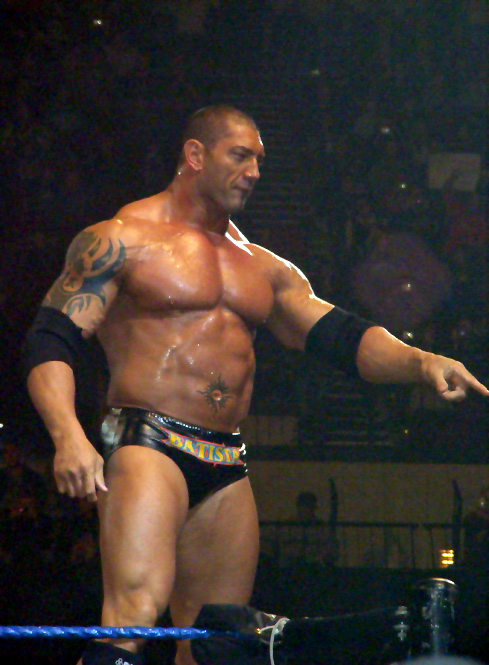
Batista, che sconfisse Randy Orton a Raw e Chris Jericho a SmackDown!

Batista tornò a Raw la sera successiva al PPV, anche se si presentò in scena con un vistoso tutore al braccio. Batista prese la parola per rivolgersi al pubblico e annunciò il suo ritiro. A questo punto si presentò sul ring Randy Orton, il responsabile dell'infortunio al braccio di The Animal, il quale accusa Batista di voler abbandonare il mondo del wrestling perché aveva paura di lui. Ma Batista rivelò di essere invece tornato in piena forma, e chiarì che avrebbe abbandonato solamente Raw e questo perché sarebbe passato al roster di SmackDown!. Successivamente, ottenne dalla conduttrice speciale di quella puntata di Raw, Trish Stratus, un No Holds Barred Match contro The Viper da disputarsi nel main event. Il match venne vinto da Batista, grazie all'aiuto di John Cena. La stessa sera, Trish Stratus concesse una rivincita a Randy Orton per il WWE Championship contro John Cena in un Hell in a Cell match, da disputarsi nell'omonimo pay-per-view, . Venne anche annunciato un match tra la D-Generation X e la Legacy sempre a Hell in a Cell, in un Tag Team Hell in a Cell match.

### ECW
Per decretare il nuovo contendente al ECW Championship venne organizzata una Battle Royal che vide impegnati: Zack Ryder, Tommy Dreamer, Goldust, Tyler Reks, Yoshi Tatsu, Shelton Benjamin, Ezekiel Jackson, Vladimir Kozlov, Paul Burchill e Sheamus. Uno dopo l'altro, i protagonisti di questa battaglia reale finirono fuori ring, mentre Ryder rimase sul quadrato tenendosi lontano dalla mischia. Alla fine, a contendersi la vittoria rimasero in quattro. Ryder eliminò Goldust, mentre Dreamer posizionò Kozlov sulle corde. Con grande furbizia, Ryder capitalizzò la situazione a proprio vantaggio e così si aggiudicò la vittoria diventando il nuovo #1 Contender al titolo ECW. La settimana successiva, sempre in ECW, Zack Ryder fallì l'assalto al titolo.

### ASmackDown!

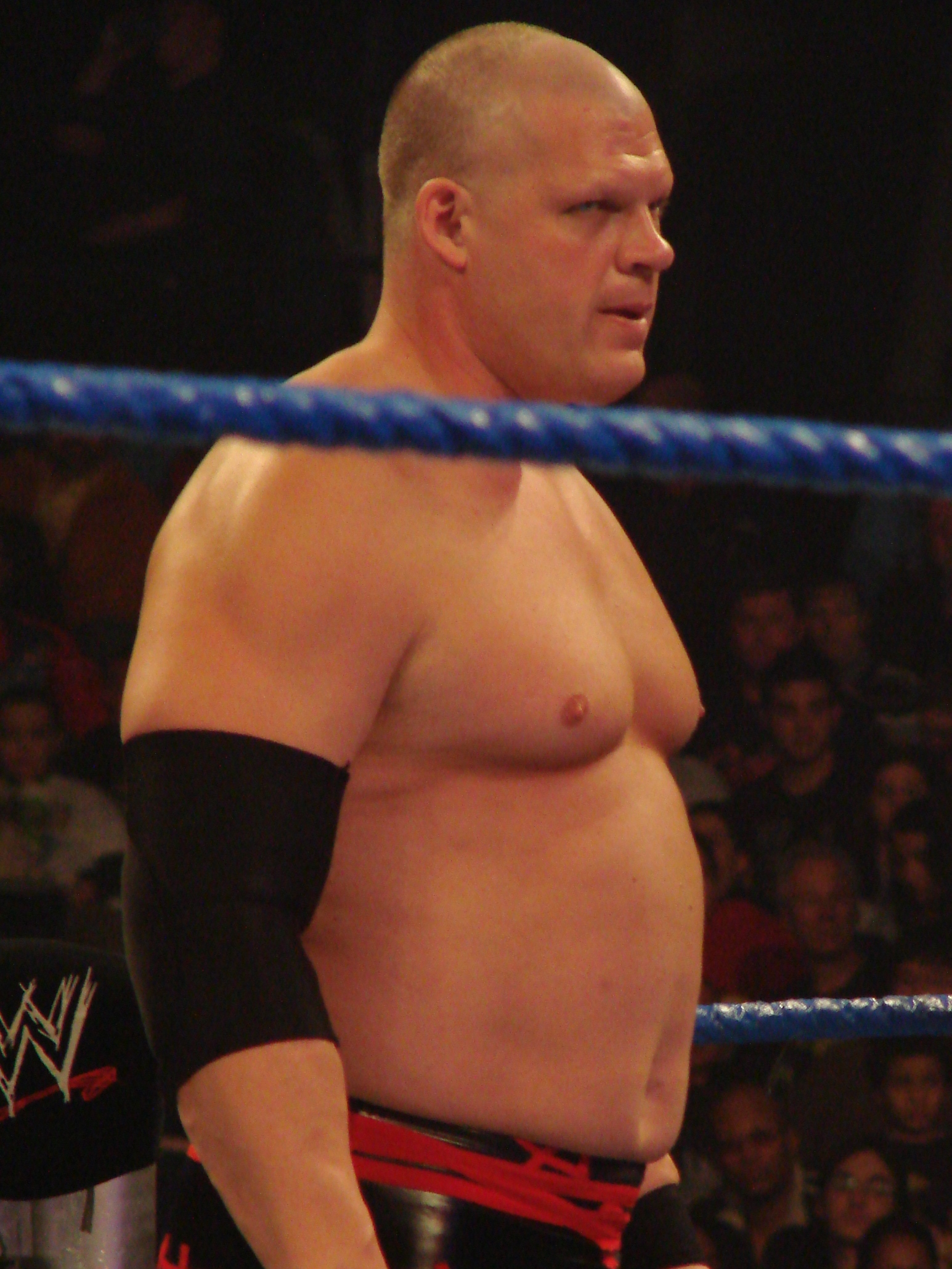
Kane, che infortunò The Great Khali a SmackDown! mettendo fine alla loro faida

Quanto accaduto a Breaking Point ebbe forti ripercussioni sulla puntata di SmackDown post PPV. Quando venne chiesto all'arbitro Scott Armstrong perché avesse fatto suonare il gong a Breaking Point quando CM Punk aveva eseguito su The Undertaker l'Anaconda Vise (anche se in realtà il Deadman non si era arreso), lui rispose che lo aveva fatto perché il suo lavoro era in gioco. Inoltre, aggiunse che “qualcuno più in alto di lui” gli aveva detto di fare questo.
Vince McMahon negò ogni coinvolgimento nella vicenda e chiese spiegazioni a Theodore Long. Il General Manager di SmackDown ammise che era stato lui ad orchestrare interamente questo piano per non far diventare campione il Deadman. Long sottolineò poi che CM Punk e Scott Armstrong erano pienamente informati della cosa e si scusò per quanto fatto chiedendo ad Undertaker di dimenticare tutto.
Poco dopo, la security scortò Long su una limousine, ma un'espressione di terrore apparve sul suo volto quando scoprì che alla guida dell'auto c'era proprio Undertaker.
Nonostante tutto, CM Punk affermò di non avere alcuna responsabilità per quanto accaduto e proclamò di essere il primo uomo nella WWE ad essere stato in grado di far cedere il Becchino.
Batista tornò a SmackDown, ma ad accoglierlo ci pensò Chris Jericho, il quale prese in giro The Animal per i recenti infortuni patiti. Batista allora lo informò che si sarebbero affrontati nel main event. Poco dopo Jericho informò il suo tag team partner Big Show che voleva affrontare The Animal da solo. Il match vide vincitore Batista, a seguito di una Batista Bomb.
Sempre a SmackDown, Kane e The Great Khalì ebbero un nuovo incontro, che venne vinto dal gigante indiano per squalifica a seguito di una scorrettezza della Big Red Machine. Kane poi colpì Khalì violentemente alla caviglia, infortunandolo e mettendo fine alla faida.
La settimana successiva, Teddy Long tornò nel suo show all'interno di una bara trasportata dai druidi di Undertaker. Long venne liberato da CM Punk e comunicò a quest'ultimo che avrebbe dovuto affrontare il becchino al PPV Hell in a Cell in un match valevole per il titolo mondiale.
Successivamente, Batista annunciò che avrebbe affrontato gli Unified Tag Team Champions Chris Jericho e Big Show a Hell i a Cell in un match valevole per i titoli, e aggiunse che il suo partner sarebbe stato il rientrante Rey Mysterio.

## Risultati
| #    | Incontri                                                                | Stipulazioni                                            | Durata |
| ---- | ----------------------------------------------------------------------- | ------------------------------------------------------- | ------ |
| Dark | Evan Bourne ha sconfitto Chavo Guerrero                                 | Single match                                            | 05:00  |
| 1    | Big Show e Chris Jericho (c) hanno sconfitto Mark Henry e MVP           | Tag team match per lo Unified WWE Tag Team Championship | 12:13  |
| 2    | Kofi Kingston (c) ha sconfitto The Miz                                  | Single match per il WWE United States Championship      | 11:56  |
| 3    | Cody Rhodes e Ted DiBiase Jr. hanno sconfitto Shawn Michaels e Triple H | Submissions count anywhere tag team match               | 21:40  |
| 4    | Kane ha sconfitto The Great Khali (con Ranjin Singh)                    | Singapore cane match                                    | 05:50  |
| 5    | Christian (c) ha sconfitto William Regal                                | Single match per l'ECW Championship                     | 10:15  |
| 6    | John Cena ha sconfitto Randy Orton (c)                                  | "I Quit" match per il WWE Championship                  | 19:46  |
| 7    | CM Punk (c) ha sconfitto The Undertaker                                 | Submission match per il World Heavyweight Championship  | 08:52  |